# Стар Лејк (Њујорк)
Стар Лејк (енгл. Star Lake) насељено је место без административног статуса у америчкој савезној држави Њујорк.

## Демографија
По попису из 2010. године број становника је 809, што је 51 (-5,9%) становника мање него 2000. године.
| Група             | 2000.       | 2010.       |
| Белци             | 818 (95,1%) | 774 (95,7%) |
| Афроамериканци    | 3 (0,3%)    | 2 (0,2%)    |
| Азијати           | 4 (0,5%)    | 6 (0,7%)    |
| Хиспаноамериканци | 9 (1,0%)    | 17 (2,1%)   |
| Укупно            | 860         | 809         |